# Joaquín II de Constantinopla
Joaquín II (Quíos, 1798 – † 1881) fue Patriarca Ecuménico de Constantinopla en dos ocasiones, desde el 9 de octubre de 1835 al 3 de marzo de 1840 y desde el 22 de febrero de 1867 al 22 de junio de 1871. Su nombre previo era Juan Kokkades. Luchó contra las disputas búlgaras y mostró interés por las instituciones educativas y filantrópicas.
En diciembre de 1827 fue consagrado obispo de Driinupol , en julio de 1835 fue trasladado a la sede de Yanninsky , en agosto de 1838 fue trasladado a Athos , después de 2 años recibió nuevamente la sede de Yanninsky, en abril de 1845 fue trasladado a Cyzicus .
El 4 de octubre de 1860, fue elegido al trono patriarcal, sucediendo al Patriarca Kirill VII . El Concilio convocado por él el 24 de febrero de 1861, destituyó y condenó al exilio a los principales instigadores del movimiento búlgaro : los metropolitanos Hilarión de Makariopol , Auxentius de Veles y Paisius de Plovdiv .
Fue el primer Patriarca de Constantinopla, elegido de por vida de acuerdo con las disposiciones de los Estatutos Generales ( griego Γενικοὶ Κανονισμοί ) (siendo un geron, inicialmente se opuso a su implementación, pero fue obligado por el Sínodo y la Puerta a cumplirlos a principios de 1862 [1] ); sin embargo, el 18 de agosto de 1863, se vio obligado a abdicar debido al descontento con él de los miembros del Sínodo.
Elegido por segunda vez el 23 de noviembre de 1873, ocupó el trono hasta su muerte el 5 de agosto de 1878. Fue enterrado en un monasterio de Valukli .
| Predecesor: Constancio II Sofronio III | Patriarca de Constantinopla 1835 – 1840 1867 –1871 | Sucesor: Antimo IV Antimo VI |